# Johnnie To
Johnnie To (cinese: 杜琪峰; pinyin: Dù Qífēng) (Hong Kong, 22 aprile 1955) è un regista e produttore cinematografico hongkonghese.
È noto per aver fondato, insieme a Wai Ka-Fai, la Milkyway Image, casa di produzione che alla fine degli anni novanta rinnovò profondamente il cinema di Hong Kong, in special modo il genere noir.

## Biografia
To inizia la sua carriera negli anni settanta in televisione, come assistente alla regia per lo Studio Shaw. Nel 1980 esordisce nella regia cinematografica con The Enigmatic Case, un wuxia che fa parte del movimento della new wave di Hong Kong di quegli anni. Dopo una serie di commedie, alcune delle quali interpretate dalla star Chow Yun-Fat, nel 1989 dirige il suo primo grande successo, All About Ah-Long, melodramma interpretato dallo stesso Chow. Il film ottiene 7 nomination agli Hong Kong Film Awards e vince il premio per il miglior attore, che va proprio a Chow Yun-Fat.
Tra le successive regie di To, sono da ricordare The Bare-Footed Kid, film di arti marziali interpretato da Aaron Kwok e Maggie Cheung, e il grande successo fantasy The Heroic Trio, che vede protagonista ancora la Cheung insieme a Michelle Yeoh e Anita Mui. I due film, entrambi del 1993, contribuiscono ad accrescere ulteriormente la fama di To ad Hong Kong e a livello internazionale, ma bisognerà attendere il 1996 per la svolta: in quell'anno, To e il collega Wai Ka-Fai fondano la Milkyway Image, casa di produzione indipendente che scriverà alcune pagine fondamentali del cinema cantonese tra la fine degli anni '90 e l'inizio del decennio successivo.
I primi prodotti della nuova etichetta sono The Odd One Dies e Too Many Ways to be No. 1, entrambi del 1997, diretti rispettivamente da Patrick Yau e Wai Ka-Fai: film d'azione in cui si nota già un particolare gusto per una narrazione ellittica e frammentata, unito ad alcune originali soluzioni di regia. Il 1998 è un anno particolarmente felice per la Milkyway, che sforna tre pellicole fondamentali: il noir The Longest Nite (interpretato da Tony Leung), diretto ancora da Yau ma con un fondamentale apporto di To alla regia, il poliziesco Expect the Unexpected, sempre di Yau, e l'intenso melodramma d'azione A Hero Never Dies, diretto da To. Pellicole, queste, che approfondiscono le sperimentazioni narrative già portate avanti nei film precedenti, caratterizzate inoltre da un notevole pessimismo e da una concezione ineluttabile del destino che irrompe nelle vite dei protagonisti.
Nel 1999 To produce e dirige il poliziesco Running out of Time e il dramma noir The Mission, nuovo grande successo internazionale interpretato, tra gli altri, da Anthony Wong e Francis Ng. Nei tre anni successivi, la produzione del regista e della Milkyway si orienta soprattutto sulla commedia, con titoli come Needing You... (2000), Love on a Diet (2001) e My Left Eye sees Ghosts (2002), mentre è del 2003 il ritorno al noir: PTU, girato durante le pause della lavorazione dei film precedenti, è uno dei film più riusciti e personali di To, con una straordinaria libertà narrativa e una rinnovata attenzione al tema del destino, che coinvolge poliziotti e criminali come semplici pedine di un “gioco” giocato in un'unica, nerissima notte. Tema, questo del destino, che diventa esplicito in Running on Karma, sempre del 2003, commedia d'azione diretta da To e Wai e incentrata sul tema del buddismo e della teoria del karma.
Sempre del 2003 è la commedia Turn Left, Turn Right, diretta ancora insieme a Wai Ka-Fai, mentre l'anno successivo vede l'ingresso di Johnnie To nel circuito dei grandi festival internazionali: il poliziesco Breaking News viene infatti proiettato nella sezione di mezzanotte del Festival di Cannes, mentre Throw Down, film incentrato sull'arte marziale del jūdō che omaggia Akira Kurosawa, viene presentato fuori concorso al Festival di Venezia. Nello stesso anno, To dirige un'altra commedia (Yesterday Once More, con il quale il regista omaggia il Far East Film Festival di Udine, che contribuì a lanciarlo, con alcune scene girate nel capoluogo friulano), mentre è del 2005 il noir Election, opera incentrata sulla triade di Hong Kong che viene presentata in concorso al Festival di Cannes. Sono datati 2006 altri due grandi successi, Election 2 (seguito ancora più cupo e violento dell'originale) e Exiled, di nuovo in concorso a Venezia, nuovo noir d'azione con cui il regista fa sua la poetica degli antieroi di Sam Peckinpah.
L'anno successivo vede To misurarsi in due nuove regie in collaborazione: Triangle, inedito esperimento di exquisite corpse cinematografico, che vede succedersi alla regia in tre segmenti di girato Tsui Hark, Ringo Lam e lo stesso To, e Mad Detective, nuovo poliziesco diretto insieme a Wai Ka-Fai. Il 2008 è l'anno di Sparrow, presentato in concorso al Festival di Berlino, insolita commedia noir che viene vista dalla critica come una dedica, leggera e scanzonata, alla città di Hong Kong, e di Linger, romantica ghost story dedicata soprattutto al pubblico più giovane. Nel 2009 il regista torna al noir puro con Vendicami, di nuovo in concorso a Cannes, co-produzione Hong Kong-Francia che ha come protagonista la star francese Johnny Hallyday, intesa soprattutto come un omaggio al cinema del maestro Jean-Pierre Melville.
Nel 2011 To gira altre due pellicole: Don't Go Breaking My Heart, nuova commedia sentimentale codiretta con Wai Ka-Fai, e Life Without Principle, dramma noir che esplora il mondo della finanza, presentato in concorso a Venezia. Nell'anno successivo, il regista si cimenta con il dramma a sfondo sentimentale in Romancing in Thin Air, scritto ancora da Wai e caratterizzato da un'insolita ambientazione montana. Dello stesso anno è l'approdo di To nella Cina continentale: Drug War è il primo film del regista ad essere girato interamente in Cina, e il primo film ivi prodotto ad affrontare il tema del traffico di droga. La pellicola viene presentata, in concorso, nella settima edizione del Festival di Roma.

## Filmografia

### Regista

#### Cinema
- The Enigmatic Case (Bi shui han shan duo ming jin), coregia di Kam Yeung-Wah (1980)
- Happy Ghost III (Kai xin gui zhuang gui) (1986)
- Seven Years Itch (Qi nian zhi yang) (1987)
- The Eighth Happiness (Ba xing bao xi) (1988)
- The Big Heat (Cheng shi te jing), coregia di Kam Yeung-Wah (1988)
- The Fun, the Luck & the Tycoon (Ji xing gong zhao) (1989)
- Iron Butterfly, Part 2: See No Daylight (1989)
- All About Ah-Long (A Lang de gu shi) (1989)
- The Story of My Son (Ai de shi jie) (1990)
- The Royal Scoundrel (Sha Tan-Zi yu Zhou Shih-Nai), coregia di Chik Ki Yee (1991)
- Justice, My Foot! (Sam sei goon) (1992)
- Lucky Encounter (Ti dao bao) (1992)
- Casino Raiders II (Zhi zu wu shang II yong ba tian xia) (1993)
- The Bare-Footed Kid (Chik geuk siu ji), coregia di Patrick Leung e Johnny Mak (1993)
- The Heroic Trio (Dung fong saam hap) (1993)
- The Mad Monk (Chai gong), coregia di Ching Siu-Tung (1993)
- The Executioners (Xian dai hao xia zhuan), coregia di Ching Siu-Tung (1993)
- Loving You (Wu wei shen tan) ([1995)
- Lifeline (Shi wan huo ji) (1997)
- A Moment of Romance III (Tian ruo you qing III: Feng huo jia ren) (1997)
- A Hero Never Dies (Chan sam ying hung) (1998)
- Where a Good Man Goes (Joi gin a long) (1999)
- Running Out of Time (Am zin) (1999)
- The Mission (Cheung fo) (1999)
- Needing You... (Goo laam gwa lui) (2000)
- Wu Yen (Chung mo yim), coregia di Wai Ka-Fai (2001)
- Help!!! (Lat sau wui cheun), coregia di Wai Ka-Fai (2001)
- Love on a Diet (Sau san naam neui), coregia di Wai Ka-Fai (2001)
- Fulltime Killer (Chuen jik sat sau), coregia di Wai Ka-Fai (2001)
- Running Out of Time 2 (Am zin 2), coregia di Law Wing-cheong (2001)
- Fat Choi Spirit (Lik goo lik goo san nin choi), coregia di Wai Ka-Fai (2002)
- My Left Eye Sees Ghosts (Ngo joh aan gin diy gwai), coregia di Wai Ka-Fai (2002)
- Love for All Seasons (Baak nin hiu gap), coregia di Wai Ka-Fai (2003)
- PTU (2003)
- Turn Left, Turn Right (Heung joh chow heung yau chow), coregia di Wai Ka-Fai (2003)
- Running on Karma (Daai chek liu), coregia di Wai Ka-Fai (2003)
- Breaking News (Daai si gin) (2004)
- Throw Down (Yau doh lung fu bong) (2004)
- Yesterday Once More (Lung fung dau) (2004)
- Election (Hak se wui) (2005)
- Election 2 (Hak se wui yi wo wai kwai) (2006)
- Exiled (Fong juk) (2006)
- Triangle (Tie saam gok), coregia di Ringo Lam e Tsui Hark (2007)
- Mad Detective (Sun taam), coregia di Wai Ka-Fai (2007)
- Linger (Hu die fei) (2008)
- Sparrow (Man jeuk) (2008)
- Vendicami (Fuk sau) (2009)
- Don't Go Breaking My Heart (Daan gyun naam yu), coregia di Wai Ka-Fai (2011)
- Life Without Principle (Duo Ming Jin) (2011)
- Romancing in Thin Air (Gao hai ba zhi lian II) (2012)
- Drug War (Duzhan) (2012)
- Blind Detective (Man Tam) (2013)
- Don't Go Breaking My Heart 2 (Daan gyun naam yu 2), coregia di Wai Ka-Fai (2014)
- Office (Hua li shang ban zu) (2015)
- Three (Saam Jan Hang) (2016)
- Chasing dream (Chihuo Quan Wang) (2019)

#### Televisione
- No One is Innocent (Jok gor juk), coregia di Clarence Fok Yiu-leung – miniserie TV (1981)
- The Flying Fox of Snowy Mountain (Suet san fei wu), coregia di Benny Chan - miniserie TV (1985)
- Shin chou kyou ryo: Condor Hero – serie TV (2001)

### Produttore
- Too Many Ways to Be No. 1 (Yi ge zi tou de dan sheng) (1997)
- The Odd One Dies (Liang ge zhi neng huo yi ge) (1997)
- The Longest Nite (Um fa) (1998)
- Expect the Unexpected (Fai seung dat yin) (1998)
- Election (Hak se wui) (2005)